# شیخ آلن دیارا
شیخ آلن دیارا (انگلیسی: Cheikh-Alan Diarra؛ زادهٔ ۲۳ ژوئن ۱۹۹۳) بازیکن فوتبال اهل فرانسه است.